# Dagmar Enkelmann

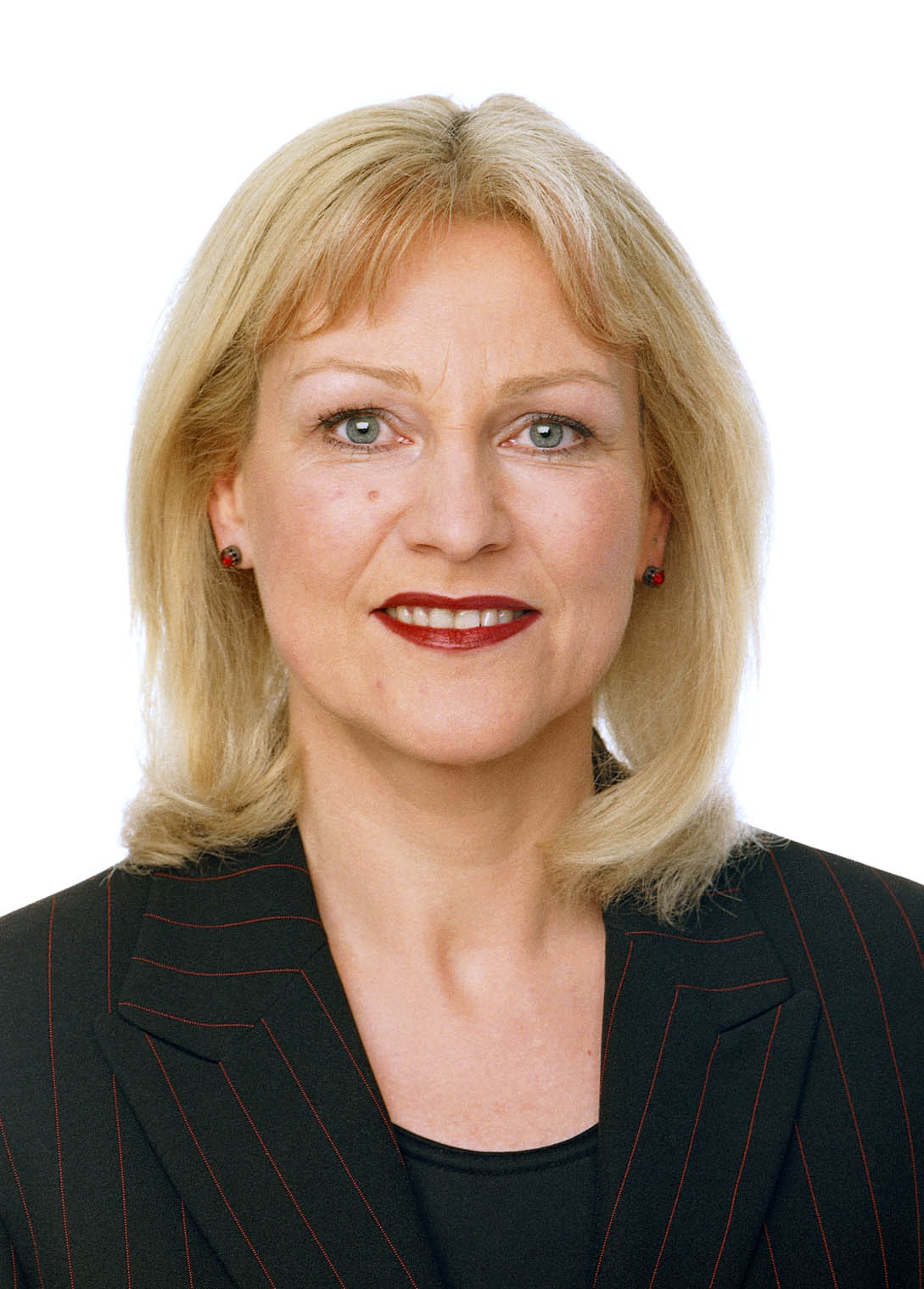
Dagmar Enkelmann (2005)

Dagmar Gertraud Elsa Enkelmann geb. Ebert (* 5. April 1956 in Altlandsberg, Kreis Strausberg, DDR) ist eine deutsche Politikerin (PDS, Die Linke).
Sie war von 2005 bis 2013 parlamentarische Geschäftsführerin der Linksfraktion im Bundestag. Von 2012 bis 2022 war sie als Vorsitzende der Rosa-Luxemburg-Stiftung gewählt.

## Leben

### Ausbildung und Beruf
Nach dem Abitur 1974 in Strausberg absolvierte Dagmar Enkelmann ein Studium der Gesellschaftswissenschaften an der Karl-Marx-Universität Leipzig, welches sie 1979 mit dem akademischen Grad „Diplom-Gesellschaftswissenschaftler“ beendete. Anschließend war sie als Dozentin an der FDJ-Jugendhochschule „Wilhelm Pieck“ am Bogensee bei Bernau tätig. Von 1985 bis 1989 war sie Aspirantin an der Akademie für Gesellschaftswissenschaften beim ZK der SED. 1989 legte sie dort unter dem Titel Analyse und Kritik des Konzepts bürgerlicher Ideologen der BRD „Identitätskrise der Jugend der DDR“ eine A-Dissertation vor. Nach der Wende erhielt sie im Zuge der üblichen Anerkennungsverfahren mangels westdeutschen Pendants anstelle des Grades Dipl.-Gesellschaftswissenschaftlerin den einer Dipl.-Historikerin bzw. eines Dr. phil. zugesprochen.

### Parteilaufbahn
1977 wurde Enkelmann Mitglied der SED. Von 2003 bis 2006 war sie stellvertretende Bundesvorsitzende der PDS.
Bei der brandenburgischen Landtagswahl im Jahr 2004 trat sie neben dem CDU-Kandidaten Jörg Schönbohm als Gegenkandidatin zu Ministerpräsident Matthias Platzeck (SPD) an. Die PDS erreichte mit 28 Prozent der Stimmen den zweiten Platz nach der SPD und vor der CDU sowie ihr bis heute bestes Ergebnis im Land Brandenburg, zur Übernahme der Regierung reichte das Ergebnis jedoch nicht.
Durch den Zusammenschluss von WASG und PDS im Jahr 2007 blieb sie Mitglied der Partei unter deren neuem Namen Die Linke.

### Abgeordnetentätigkeit
Von März bis Oktober 1990 gehörte Enkelmann der ersten frei gewählten Volkskammer der DDR an. Am 3. Oktober 1990 wurde sie gemeinsam mit weiteren 143 von der Volkskammer gewählten Abgeordneten Mitglied des Deutschen Bundestages. Nach der Bundestagswahl 1998 schied sie aus dem Bundestag zunächst aus. Von 1999 bis 2005 gehörte sie dem Landtag von Brandenburg an und war hier von 1999 bis 2004 Mitglied des PDS-Fraktionsvorstandes, umwelt- und energiepolitische Sprecherin der PDS-Fraktion sowie Mitglied des Ausschusses für Landwirtschaft, Umweltschutz und Raumordnung. Von 2004 bis 2005 war Dagmar Enkelmann Vorsitzende der PDS-Landtagsfraktion.
Bei der Bundestagswahl 2005 wurde sie erneut über die Landesliste Mitglied des Deutschen Bundestages und war dort von 2005 bis 2013 parlamentarische Geschäftsführerin der Bundestagsfraktion Die Linke. Ferner war sie Mitglied im Ältestenrat und im Ausschuss für Wahlprüfung, Immunität und Geschäftsordnung. Bei der Wahl 2009 wurde sie erstmals als Direktkandidatin für den Bundestagswahlkreis Märkisch-Oderland – Barnim II in den Bundestag gewählt. Sie verlor jedoch ihr Direktmandat bei der Bundestagswahl 2013 an Hans-Georg von der Marwitz von der CDU. Da Enkelmann auf eine Absicherung auf der Landesliste der Linken verzichtet hatte, ist sie damit aus dem Deutschen Bundestag ausgeschieden.
Seit 2008 ist sie auch stellvertretendes Mitglied im 3. Stiftungsrat der Bundesstiftung zur Aufarbeitung der SED-Diktatur.
Seit 1998 ist Dagmar Enkelmann als Stadtverordnete der Stadt Bernau bei Berlin und in dieser Funktion Mitglied des Aufsichtsrats der Städtischen Entwicklungsgesellschaft Bernau (STAB).
Am 26. Februar 2010 wurde Dagmar Enkelmann zusammen mit vielen Mitgliedern ihrer Fraktion von der Bundestagsdebatte zur Verlängerung des Afghanistan-Einsatzes ausgeschlossen, nachdem diese gegen die Geschäftsordnung des Bundestages verstoßen hatte, indem sie vom Platz aus Schilder zum Thema hochhielten. Die Fraktion verließ geschlossen den Saal. Auf Vorschlag von Bundestagspräsident Lammert wurde die Fraktion jedoch wieder zur Abstimmung zugelassen.
Im Januar 2012 wurde bekannt, dass Dagmar Enkelmann als eine von 27 Bundestagsabgeordneten der Linken unter Beobachtung durch das Bundesamt für Verfassungsschutz stand, was von Politikern aller Fraktionen kritisiert wurde. Siehe auch: Beobachtung der Partei Die Linke durch den Verfassungsschutz.

### Privates
Dagmar Enkelmann ist in dritter Ehe verheiratet, hat drei Kinder und wohnt in Bernau bei Berlin.

## Politische Positionen

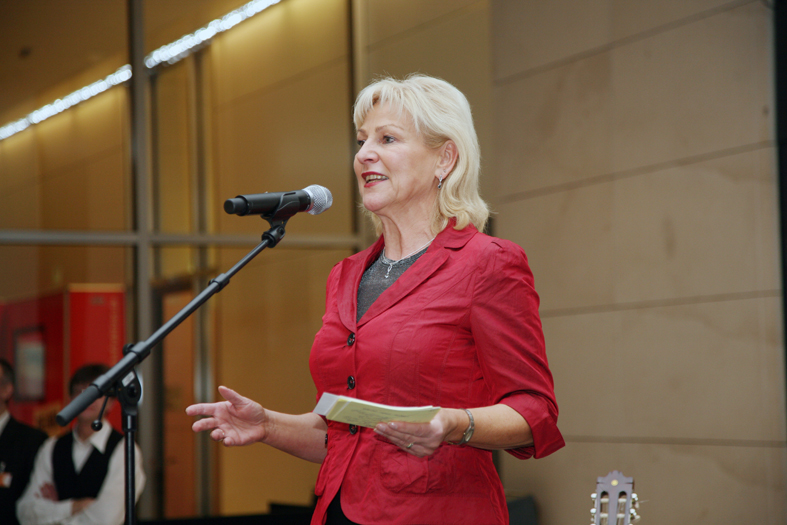
Dagmar Enkelmann, 2013

Im Juli 2008 sorgte Dagmar Enkelmann bundesweit für Schlagzeilen mit der Antwort in einer Fernsehsendung bezüglich der Umfrage „Sind Sie mit der Art und Weise, wie die Demokratie in der Bundesrepublik Deutschland funktioniert zufrieden?“ Sie antwortete: „Auch ich finde, diese Demokratie löst die Probleme der Menschen nicht.“ Auf eine spätere Nachfrage auf der Website Abgeordnetenwatch.de zu dieser Äußerung führte sie unter anderem aus: „Das hat seine Ursachen eben auch in den deutlichen Demokratiedefiziten, auf die ich in der Sendung hingewiesen habe, und denen unter anderem mit Volksentscheiden und Volksbegehren auch auf Bundesebene beizukommen wäre. […] Ob die bürgerliche Demokratie tatsächlich das Nonplusultra ist oder die Vision eines demokratischen Sozialismus Realität werden könnte, ist eine Frage, die wohl erst in der Zukunft beantwortet wird.“

## Werke
- Analyse und Kritik des Konzepts bürgerlicher Ideologen der BRD "Identitätskrise der Jugend der DDR". Berlin, Akad. für Gesellschaftswiss. beim ZK d. SED, Diss. A, 1989.
- Mein Brandenburg: was war, was bleibt, was besser werden muss. Edition Rotdorn, Potsdam 2004, ISBN 3-931811-17-4.
- gemeinsam mit Florian Weis (Hrsg.): »Ich lebe am fröhlichsten im Sturm« (Rosa Luxemburg). 25 Jahre Rosa-Luxemburg-Stiftung: Gesellschaftsanalysen und politische Bildung, VSA, Hamburg 2015, ISBN 978-3-89965-678-7.
- gemeinsam mit Dirk Külow (Hrsg.): Emanzipiert und stark. Frauen aus der DDR. Neues Leben, Berlin 2019, ISBN 978-3-355-01880-7.